# Sabana de Torres (kommun)
Sabana de Torres är en kommun i Colombia.   Den ligger i departementet Santander, i den norra delen av landet, 300 km norr om huvudstaden Bogotá. Antalet invånare är 19 772.